# Baqa’
Baqa’ (arabe : بَقاء (subsistance [de l'homme en Dieu]) est un terme du vocabulaire de l’islam, utilisé en particulier dans le soufisme.
Le fanâ’ (arabe : فَناء (fanā'), « extinction  ; annihilation de la conscience individuelle dans la Présence divine »)  est généralement suivi par celui du baqa’ (« subsistance ») qui permet au disciple d’intégrer son état d'éveil tout en l’harmonisant avec les contingences spatio-temporelles, les affaires du « bas-monde ». En fait, le soufi doit s'annihiler lui-même afin de subsister en Dieu.

## Baqa’ et la relation avec le fanâ’
Dans la perspective soufie, le baqa’ représente une étape supérieure et complémentaire à celle du fanâ’. Si le fanâ’ est une extinction de l'ego et une immersion totale dans la Présence divine, le baqa’ marque la subsistance du disciple en Dieu, où l’individu, ayant transcendé les limites de son ego, retrouve une existence harmonieuse dans le monde matériel tout en restant pleinement conscient de la Réalité divine.
Cette subsistance permet au disciple de vivre en équilibre entre la contemplation spirituelle et l'action dans le monde. Ainsi, le baqa’ ne signifie pas un retour à la vie mondaine ordinaire, mais plutôt une transformation de cette vie. Le soufi devient un « miroir » de la lumière divine, incarnant les qualités divines (aspects de la perfection tels que la compassion, la sagesse et la justice) dans ses interactions avec le monde.
Les maîtres soufis soulignent souvent que le fanâ’ et le baqa’ ne sont pas des fins en soi, mais des étapes sur le chemin vers la véritable connaissance de Dieu (ma’rifa). Ces expériences permettent au voyageur spirituel de réaliser pleinement son rôle en tant que khalîfa (représentant de Dieu sur terre), en unissant l'intériorité spirituelle à l'extériorité des actions.